# Parafia św. Michała Archanioła w Parzęczewie
Parafia pw. św. Michała Archanioła w Parzęczewie – parafia rzymskokatolicka z siedzibą w Parzęczewie, znajdująca się w archidiecezji poznańskiej, w dekanacie grodziskim. Liczy ok. 1300 wiernych.

## Terytorium
- Lubiechowo,
- Parzęczewo,
- Puszczykówiec,
- Puszczykowo,
- Wąblewo.